# 선 TV
선 텔레비전은 1969년 5월 1일에 개국한 효고현의 독립 UHF방송국이다. 약칭은 SUN, 콜사인은 JOUH-DTV이다.

## 방송국 개요
- 시청 가능 지역은 효고현·오사카부 전역과 교토부·나라현·와카야마현·도쿠시마현·가가와현·오카야마현·돗토리현 일부이며 세대수로 환산하면 662만세대로 독립 UHF 방송국이 없는 오사카부·도쿠시마현·가가와현·오카야마현·돗토리현에서도 시청자가 많다.
  - 간사이 이외의 지역에서 「선 텔레비전은 오사카 방송국」이라고 착각 하는 사람도 적지 않으며[1] 일본에서 최초로 프로 야구 완전 생중계를 개시한 방송국으로 유명하다.

- 한신·아와지 대지진 당시에는 인원, 기재, 노하우, 자금이 없었지만 「지진 재해에 대해 방송이란것은 주민의 정보원으로 충분한가?」라는 명제에 하나의 대답을 내어 전국의 방재 대책에 도움을 주었다.

- 야구 중계를 중심으로 한 풍부한 스포츠 컨텐츠를 중시해 시청자들에게 사랑받고 있지만 반대로 1주일을 통틀어 정보 프로그램은 거의 편성되어 있지 않으며 이는 만성적인 인원 부족으로 보도에 힘을 쏱을 수 없었고 전파가 오사카 부 전역으로 송출되면서 시청률 조사 대상 방송국이 되어 시청률 때문에 다른 독립 UHF 방송국과 같이 「현지의 대규모 스폰서만 뒤따르면 나름대로 자유롭게 프로그램을 만들 수 있다」라고 할 수도 없기 때문이다.

- 개성이 강한 지역광고를 많이 방송해 온 것으로 알려져 일본 지역 광고 전문가의 주목을 끌어 왔고 효고현의 현역국이면서 오사카 부의 전역을 커버하고 있어서인지 지금도 오사카 부 의회에 관한 프로그램이 부정기적으로 방송되고 있다.

- 자사제작율이 높은 편이다(40~42%로 준중심 방송국과 비슷한 수준이다).

## 연혁
- 1968년 3월 8일 - 효고 텔레비전 방송 설립.
- 1969년 4월 15일 - 회사명을 선 텔레비전으로 변경.
- 1969년 5월 1일 - 방송 개시(본사 사옥은 고베시 나가타구에 설치).
- 1981년 3월 1일 - 본사 사옥을 포트아일랜드로 이전.
- 1992년 3월 14일 - 음성다중방송 실시, 이는 간사이의 독립 UHF국중에서는 교토 방송, 비와코 방송에 이어 3번째로 실시한 것이다. 이 때부터 동사 제작의 프로 야구 중계 일부나 당시 판권을 구입해 방송하고 있던 스테레오 제작 프로그램의 스테레오 방송을 개시한다.
- 1995년 1월 17일 - 한신·아와지 대지진 발생, 1주일 간 광고 없이 방송을 실시한다. 1개월 후인 2월 17일에는 TV 아사히「뉴스 스테이션」을 선TV 제1스튜디오에서 전편 방송.[2]
  - 선TV도 이 프로그램을 내보내었기 때문에 긴키권에서는 아사히 방송과 선TV에서 같은 프로그램이 방송되었다.
- 2001년 9월- 교토 방송과 업무 제휴.
- 2004년 12월 1일 - 지상파 디지털 텔레비전 본방송 개시.
- 2005년 12월 1일 - 방송국의 신캐릭터와 코퍼레이트·슬로건을 발표.
- 2006년 4월 12일 - HD 중계차를 투입, 선TV 첫 하이비전 방송인 일본 프로 야구 한신 vs 주니치전을 방송.
- 2006년 10월 1일 - 원세그방송을 개시.
- 2007년 - 토우메이한 넷 6(tvk중심)에 참가.
- 2011년 7월 24일 - 아날로그 텔레비전 방송 종료

## 네트워크 변천사
- 1969년 5월 1일 - 개국. NHK에서 제작한 뉴스 프로그램과 간사이지역 준 중심국에서 방송하지 않은 니혼 TV · 후지 TV · NET TV(현 TV 아사히) 제작 프로그램 등을 방송하면서 독립 UHF 방송국으로 방송 시작
- 1971년 5월 17일 - NHK 고베 방송국에서 종합 텔레비전 방송을 시작하면서 NHK 제작 뉴스 프로그램 방송을 중단한다.
- 1975년 3월 31일 - 네트워크 준 중심방송국 네트워크 교체에 따라 마이니치 방송이 도쿄 12채널(지금의 TV 도쿄)과의 네트워크 관계를 해지하면서 도쿄 12채널 간사이지역 준 중심방송국이 되었고 이에 따라 도쿄 12채널 제작 프로그램이 많이 방송되기 시작하였다.
- 1982년 3월 1일 - 오사카부에 TV 도쿄계열 방송국 TV 오사카가 개국하면서 다시 독립방송국이 되었고 이 해부터 TV 가나가와 (tvk) · 지바 TV · TV 사이타마와 관계를 맺는다.
- 1985년 - 아사히 방송(ABC)과 업무 제휴를 맺으면서 이에 따라 보도 협정이 채결되어 뉴스자료 공유가 가능해졌으며 이와 동시에 프로 야구 중계와 고교 야구 중계 도 시작했다.
- 2007년 4월 1일 - 토우메이한 넷 6(tvk중심)에 참가.

## 특징
- 개국당시 아직 NHK 고베 방송국 종합 텔레비전 방송국이 개국하기 전이어서 개국 초창기에는 NHK에서 제작한 뉴스 프로그램을 방송하고 있었다.
- 1992년 9월 11일 일본 프로야구 사상 최장 경기인 「한신-야쿠르트」전을 경기가 시작한 오후 6시부터 다음날 오전 0시 41분까지 완전 중계했다.[3]
- 야구중계를 중심으로 하는 스포츠 중계가 많다는 평가와 달리 축구는 푸대접 받고있어 한신지역의 축구 팬을 중심으로 자주 비판받고 있다.
- 1985년 유니버시아드가 고베에서 열렸을 때 중계권을 획득해 당시 11개 독립 UHF방송국에 중계상황을 전달했으며 이때 NHK도 생방송을 하고 있었지만 실제는 독립 UHF 방송국보다 5분 정도 늦었다.
- 낚시정보 프로그램을 제작하고 있어 「낚시의 선TV」라고 불리며 오사카·효고의 낚시 팬에게 명당 상황등 정확한 낚시 정보를 전하고 있다.
- 골프 관련 프로그램도 많이 방송하고 있으며 그 중에는 당국과 아사히 방송을 중심으로 한 프로야구 해설자가 사회를 맡는 것도 많다.
- 디지털 방송을 위한 시설 정비를 위한 자금 조달 때문에 홈쇼핑 프로그램을 많이 하면서 홈쇼핑 프로그램이 많은 방송국으로 알려졌다.
- 마이니치 방송과 같이 일기예보는 「날씨의 소식」이라는 프로그램명으로 방송되고 있다.[4]

### 한신·아와지 대지진 당시의 방송 체제
- 1995년 1월 17일 지진 발생 당시에는 아직 방송을 시작하기 전이어서 오전 5시 41분부터 테스트패턴 영상을 통한 시험 전파를 발사하기 시작한 지 5분밖에 되지 않았다. 그러나 송출기기에는 문제가 없어서 모아 두었던 테이프의 확인 작업을 거쳐 6시 30분부터 일기 예보, 6시 56분부터 방송개시영상 송출, 7시부터 평상시와 같이 방송을 실시했다.
  - 그러나 본사에서는 사람이 좀처럼 모이지 않는 데다가 스프링클러가 작동해 방송국 내부가 침수 되는 등 재해 상황이 심했고 이로 인해 지진 재해 관련 방송을 실시할 수 없었다.
- 그럼에도 불구하고, 오전 8시 14분 무렵부터 광고방송을 중단하고 첫 번째 지진 재해 관련 뉴스 프로그램을 방송하면서 이를 계기로 일반 프로그램을 모두 휴지 했으며 뉴스프로그램이 방송된 이후 얼마동안 일부 광고가 방송되었지만 오후 이후에는 광고를 완전히 중지하고 지진 재해 관련 뉴스에 전념했다.
- 18일~22일 사이 방송할 예정이었던 프로그램과 광고를 모두 중단한 이후 이른 아침부터 야간까지 일정한 시간 간격을 마련해 스튜디오에서 지진 재해 관련 정보를 아나운서외 거의 모든 사원·스탭이 교대로 방송했으며 스튜디오 방송이 중단된 시간대는 일기예보나 시가지 중계 영상을 필러영상으로 방송하였다.
- 지진으로부터 1주일이 경과한 23일부터는 평소때의 편성으로 돌아왔지만 지진의 영향에 의해 방송을 할 수 없었던 프로그램의 대체 편성이나 지진 재해 관련 문자 정보를 제공했기 때문에 3월말까지는 변칙적인 프로그램 편성이 이어졌다.
- 2월 17일 TV 아사히에서 방송하고 있던 뉴스 프로그램 「뉴스 스테이션」을 선 TV로부터 생방송했으며[5] 프로그램에서 「간사이에서는 선 TV에서도 방송되고 있습니다」라고 한 순간, 간사이에서는 아사히 방송의 시청률이 낮아지면서 선 TV의 시청률이 올랐다고 한다.
  - 다만 선TV가 프로그램 제작을 주도했음에도 불구하고 프로그램 제작자는 평소대로 TV 아사히와 ANN 가맹 각사로 표기되었고 선TV는 세토나이카이 방송과 함께 「제작 협력국」으로 표기되었다.
- 그 후, 매년 1월 17일에는 지진 관련 특별 프로그램을 이른 아침부터 장시간에 걸쳐 방송하고 있으며 특히 1996년에는 방송을 종료할 때까지 거의 모든 방송시간에 지진 재해 관련 특별프로를 방송했다.

## TV 도쿄와의 관계
개국 당초에는 TV 도쿄(구·도쿄 12채널)와의 제휴를 강하게 해서 프로그램을 공동제작 할 때가 있었지만 TXN(당초 메가 TON 네트워크) 첫 번째 계열국으로 1982년 3월 1일 TV 오사카(TVO)가 개국한 이후에는 오사카부 지역 TV 오사카 시청자 확보를 위해 TV도쿄 계열 프로그램 전달이 과거 프로그램 재방송을 제외하면 모두 중지되었으며, 이로 인해 발생한 프로그램 부족에 의한 경영난이 현재까지도 계속되고 있다.
한편, TV 오사카를 수신할 수 없는 지역에서는 TV도쿄계열 BS디지털 방송인 BS JAPAN을 수신하지 않는 한 TV 도쿄 프로그램을 전혀 시청 할 수 없어서 불만의 소리도 적지 않다. 일부 지역에서는 오카야마현과 가가와현을 방송구역으로 하는 TXN계열 방송국 TV 세토우치를 직접 수신하거나 케이블 텔레비전을 통한 구역 외 재발송신을 통해 시청이 가능한 지역도 있지만 2011년 아날로그 방송이 종료하면 현재 상태로서는 법정 방송구역외의 재발송신을 그만두도록 간사이 지역을 방송구역으로 하는 4방송국이 압력을 가하고 있어 나중에는 수신할 수 없을 가능성이 있다. 또한 TV 오카사 시청 가능 지역이 오사카쪽으로 좁아질 가능성이 있어 지금까지 TV 오사카를 수신할 수 있던 고베시 대부분 지역과 아와지섬 동부도 시청 할 수 없을 가능성이 있다.
이런 상황에서 2007년 5월 31일 TV 도쿄의 정례 기자 회견에서 아날로그 방송이 종료하는 2011년부터 현재 오사카부로 방송국역이 한정된 TV 오사카의 방송구역을 효고현이나 교토부까지 확대한다는 구상이 발표했지만, 2019년까지 특별한 움직임은 없으며, 만일 이 계획이 실현될 경우, 일방적으로 프로그램 구입을 중지당했던 선TV나 교토 방송에서 강한 반발을 할 것으로 예상된다.

## 효고현에 있는 다른 텔레비전·라디오 방송국
- NHK 고베 방송국
- 라디오 간사이(CRK)(독립 라디오 방송국)
- Kiss-FM KOBE(JFN 계열)